# Су Їн Цзу
Су Їн Цзу (нар. 6 лютого 1986) — тайваньська борчиня вільного стилю, триразова бронзова призерка чемпіонатів Азії, бронзова призерка чемпіонату світу серед студентів.

## Життєпис
Боротьбою почала займатися з 1999 року.
Тренер — Чан Цон Рон.

## Спортивні результати на міжнародних змаганнях

### Виступи на Чемпіонатах світу
| Змагання                        | Збірна            | Вагова категорія          | Місце |
| ------------------------------- | ----------------- | ------------------------- | ----- |
| Чемпіонат світу з боротьби 2005 | Китайський Тайбей | жіноча боротьба, до 63 кг | 15    |
| Чемпіонат світу з боротьби 2006 | Китайський Тайбей | жіноча боротьба, до 55 кг | 16    |
| Чемпіонат світу з боротьби 2007 | Китайський Тайбей | жіноча боротьба, до 55 кг | 17    |

### Виступи на Чемпіонатах Азії
| Змагання                       | Збірна            | Вагова категорія          | Місце  |
| ------------------------------ | ----------------- | ------------------------- | ------ |
| Чемпіонат Азії з боротьби 2005 | Китайський Тайбей | жіноча боротьба, до 63 кг | 8      |
| Чемпіонат Азії з боротьби 2006 | Китайський Тайбей | жіноча боротьба, до 59 кг | Бронза |
| Чемпіонат Азії з боротьби 2007 | Китайський Тайбей | жіноча боротьба, до 55 кг | Бронза |
| Чемпіонат Азії з боротьби 2008 | Китайський Тайбей | жіноча боротьба, до 55 кг | Бронза |

### Виступи на Азійських іграх
| Змагання           | Збірна            | Вагова категорія          | Місце |
| ------------------ | ----------------- | ------------------------- | ----- |
| Азійські ігри 2006 | Китайський Тайбей | жіноча боротьба, до 55 кг | 5     |

### Виступи на Чемпіонатах світу серед студентів
| Змагання                                        | Збірна            | Вагова категорія          | Місце  |
| ----------------------------------------------- | ----------------- | ------------------------- | ------ |
| Чемпіонат світу з боротьби серед студентів 2006 | Китайський Тайбей | жіноча боротьба, до 59 кг | 5      |
| Чемпіонат світу з боротьби серед студентів 2008 | Китайський Тайбей | жіноча боротьба, до 55 кг | Бронза |

### Виступи на інших змаганнях
| Змагання                                                        | Збірна            | Вагова категорія          | Місце |
| --------------------------------------------------------------- | ----------------- | ------------------------- | ----- |
| Олімпійський кваліфікаційний турнір з боротьби 2008 (Едмонтон)  | Китайський Тайбей | жіноча боротьба, до 55 кг | 8     |
| Олімпійський кваліфікаційний турнір з боротьби 2008 (Хапаранда) | Китайський Тайбей | жіноча боротьба, до 55 кг | 16    |

### Виступи на змаганнях молодших вікових груп
| Змагання                                     | Збірна            | Вагова категорія          | Місце |
| -------------------------------------------- | ----------------- | ------------------------- | ----- |
| Чемпіонат Азії з боротьби серед юніорів 2005 | Китайський Тайбей | жіноча боротьба, до 63 кг | 6     |